# 田辺南鶴
田辺 南鶴（たなべ なんかく）は、講釈師の名跡。田辺派の祖。柴田久弥は十二代目と称したが実際過去に何人いたか不明。
- 初代田辺南鶴 - 本名：不詳（姓は田宮、生没年不詳）。武家の出身。神田辺羅坊寿観の門下。門下から初代田辺南龍等を輩出。
- 二代目田辺南鶴 - 初代旭堂南鱗の師匠で旭堂派の祖。
- 三代目田辺南鶴 - （生没年不詳）武蔵の浪人で軍談物を得意とした。それ以外詳らかならず。二代目南鶴門下。
- 四代目田辺南鶴 - 初代正流斎南窓門下。
- 五代目田辺南鶴 - のちの初代柴田馨。
- 六代目～十一代目 - この間に正流斎南窓・柴田派の正流斎南鶴らの名が数代続くがそれほど多くはないと思われる。
  - 九代目田辺南鶴 - 本名：望月栄吉。
  - 十代目田辺南鶴 - あだ名：津田三蔵。
- 十二代目田辺南鶴 - 本項で記述。

十二代目 田辺 南鶴（たなべ なんかく、1895年8月2日 - 1968年6月23日）は、講談師、元落語家。本名∶柴田 久弥。

## 経歴
- 現在の滋賀県長浜市の生まれ。
- 2歳で上京し、中学卒業後、唐物屋を開業もそこそこに寄席通いをする。
- 1910年に落語家の2代目三遊亭金馬に入門し三遊亭金平を名乗る。
- 1913年に三遊亭福馬に改名。
- 1915年に二代目三遊亭小圓朝門下で三遊亭一朝を襲名。
- 1917年に講談に転じて五代目田辺南龍門下で南郭。
- 田辺小南龍を経て1938年に12代目南鶴を襲名。
- 新作もよく演じ、「曲馬団の女」などの作がある。